# 磨房河水库
磨房河水库是中国云南省玉溪市元江哈尼族彝族傣族自治县境内的一座水库，位于磨房河上，建于1982年。水库正常库容为1308万立方米，集雨面积为15平方千米，海拔为2158.2米。